# Stazione di Velletri
Stazione di Velletri vasútállomás Olaszországban, Velletri településen.

## Vasútvonalak
Az állomást az alábbi vasútvonalak érintik:
- Róma–Velletri-vasútvonal
- Velletri-Terracina-vasútvonal
- Velletri-Segni-vasútvonal

## Kapcsolódó állomások
A vasútállomáshoz az alábbi állomások vannak a legközelebb:
- Stazione di Sant'Eurosia (1941–, Stazione di Roma Termini, Róma–Velletri-vasútvonal, FL4)
- Stazione di Casale di Velletri (1948–, Stazione di Colleferro-Segni-Paliano, Velletri-Segni-vasútvonal)
- Catalini railway halt (1947–, Stazione di Terracina, Velletri-Terracina-vasútvonal)
- Giulianello-Roccamassima railway station (–1947, Stazione di Terracina, Velletri-Terracina-vasútvonal)